# Gyponana attenuens
Gyponana attenuens är en insektsart som beskrevs av Hamilton 1982. Gyponana attenuens ingår i släktet Gyponana och familjen dvärgstritar. Inga underarter finns listade i Catalogue of Life.